# Konciliet i Chalkedon

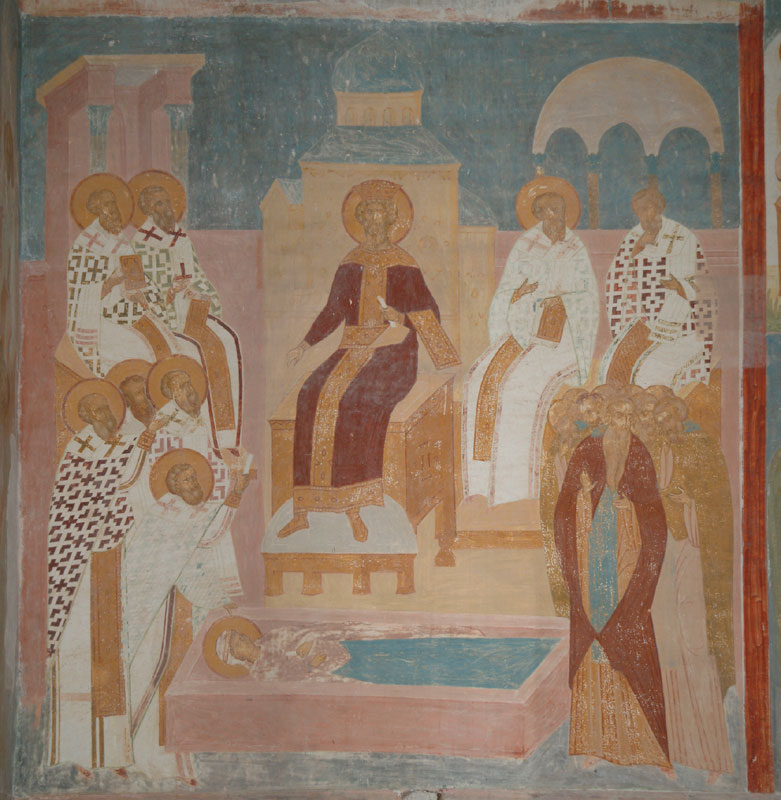
Freskmålning som föreställer konciliet i Chalkedon.

Konciliet i Chalkedon var ett ekumeniskt kyrkomöte som ägde rum från den 8 oktober till den 1 november 451 i Chalkedon i dagens Istanbul i Turkiet. Det var det fjärde av kristendomens första sju koncilier, och anses vara ofelbart i sina dogmatiska definitioner av den Romersk-katolska kyrkan och de Östliga ortodoxa kyrkorna.

## Mötet
Vid kyrkomötet antogs chalkedonska trosbekännelsen, som handlar om Jesu natur och gudomlighet. Därmed fastslogs tvånatursläran (duofysitismen) och monofysitismen avvisades. Detta innebar också en brytning med de miafysitiska kyrkorna, som numera kallas för de Orientaliska ortodoxa kyrkorna.
Mötet sammankallades av kejsar Marcianus, och 500 biskopar närvarade. Frågorna som behandlades var en fortsättning på den konflikt som föranlett Konciliet i Efesus 431.